# TANSTAAFL

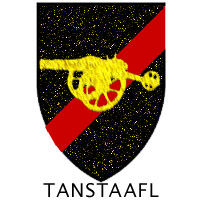
Bandera de la anarquista República de Luna con el lema TANSTAAFL, de la novela La Luna es una cruel amante.

TANSTAAFL es un acrónimo del adagio en inglés There Ain't No Such Thing As A Free Lunch, que se traduce al español como «No existe tal cosa como un almuerzo gratis» o «No hay almuerzos gratis». Esta expresión se asocia comúnmente con refranes como «Nada es gratis», «Nadie da algo por nada» o «Nadie regala nada».
El origen exacto de esta sigla y la frase correspondiente es incierto, aunque se popularizó por el escritor de ciencia ficción Robert A. Heinlein en su novela La Luna es una cruel amante (1966), donde el acrónimo aparece como «Neeag», con la misma interpretación de «No existe el almuerzo gratis». El economista Milton Friedman también utilizó frecuentemente esta expresión en sus escritos y discursos, así como la versión en latín nunquam prandium liberum.
Este concepto es comúnmente citado en textos de economía por economistas afines al libre mercado y por defensores del libertarismo, interpretándose como un recordatorio de que los servicios y subsidios públicos, frecuentemente percibidos como «gratis», son en realidad financiados por los ciudadanos a través de impuestos obligatorios.

## Significados

### Ciencia
En ciencias, TANSTAAFL significa que el universo en su conjunto es, en última instancia, un sistema cerrado. No existe una fuente mágica de materia, energía, luz o, de hecho, almuerzo, que no extraiga recursos de otra cosa y que, con el tiempo, no se agote. Por lo tanto, el argumento TANSTAAFL también se puede aplicar a procesos físicos naturales en un sistema cerrado (ya sea el universo como un todo, o cualquier sistema que no reciba energía o materia del exterior). (Véase la Segunda ley de la termodinámica.) El bioecólogo Barry Commoner utilizó este concepto como el último de sus famosas "Cuatro leyes de la ecología".
De acuerdo con el físico teórico y cosmólogo estadounidense Alan Guth, "el universo es el último almuerzo gratis", dado que en la etapa inicial de su expansión, la cantidad total de energía disponible para hacer partículas era muy grande.

### Ciencias económicas
En economía, TANSTAAFL demuestra el costo de oportunidad. Greg Mankiw describió el concepto de la siguiente manera: "Para obtener una cosa que nos gusta, generalmente tenemos que renunciar a otra cosa que nos gusta. Tomar decisiones requiere cambiar un objetivo por otro". La idea de que "no hay almuerzos gratis" en el nivel social se aplica solo cuando todos los recursos se utilizan de manera completa y adecuada, es decir, cuando prevalece la eficiencia económica. De lo contrario, se puede obtener un 'almuerzo gratis' mediante una utilización más eficiente de los recursos. O, como dijo Fred Brooks, "solo puedes obtener algo a cambio de nada si no has obtenido nada por algo anteriormente". Si un individuo o grupo obtiene algo sin costo, alguien más termina pagando por ello. Si parece que no hay un costo directo para ninguna persona en particular, existe un costo social. Del mismo modo, alguien puede beneficiarse de una "externalidad" de una externalidad o de un bien público, pero alguien tiene que pagar el costo de producir estos beneficios. (Consultar el problema de la Tragedia de los comunes).

### Finanzas
En finanzas matemáticas, el término también se usa como un sinónimo informal del principio de no-arbitraje. Este principio establece que una combinación de valores que tiene los mismos flujos de efectivo que otro título debe tener el mismo precio neto en equilibrio.

### Estadística
En las estadísticas, el término se ha utilizado para describir las compensaciones de los estudiantes de estadística (por ejemplo, en aprendizaje automático). Es decir, cualquier modelo que afirme ofrecer una flexibilidad superior en el análisis de los patrones de datos generalmente lo hace a costa de introducir suposiciones adicionales, o al sacrificar la generalización en situaciones importantes.

### Tecnología
TANSTAAFL a veces se usa como respuesta a los reclamos de las virtudes del software libre. Los partidarios del software libre a menudo replican que el uso del término "libre" en este contexto es principalmente una referencia a la falta de restricciones ("libre") en lugar de una falta de costo ("gratis"). Richard Stallman lo describió como "libre", como en "libertad de expresión", no como en "cerveza gratis".
El prefijo "TANSTAA-" (o "TINSTAA-") se usa en muchos otros contextos para denotar también una propiedad inmutable del sistema que se está discutiendo. Por ejemplo, "TANSTAANFS" es utilizado por profesores de ingeniería eléctrica para representar "No existe tal cosa como un sistema sin ruidos".

### Deportes
Baseball Prospectus acuñó la abreviatura "TINSTAAPP", para "No hay tal cosa como una perspectiva de lanzamiento", ya que muchos lanzadores jóvenes se lastiman los brazos antes de que puedan ser efectivos a nivel de Grandes Ligas.

### Política social
El primer ministro húngaro Ferenc Gyurcsány utilizó este adagio para justificar sus reformas sociales a mediados de la década de 2000. Como país postsocialista, Hungría luchó con la ilusión de que el estado era una entidad independiente, solidaria y afectuosa, en lugar de ser la encarnación de la comunidad. El dicho "no hay almuerzo gratis" representa que, incluso si el estado proporciona asistencia social o algo más para las personas necesitadas, de hecho es comprado o provisto por otras personas de la misma comunidad a través de impuestos. Por lo tanto, el estado no puede proporcionar todo para todos, y el aumento de las disposiciones otorgadas por el estado solo puede financiarse mediante el crecimiento económico o el aumento de los impuestos.

### Excepciones
Se han presentado algunas excepciones al principio de "no almuerzo gratis", como el sol y el dióxido de carbono. Se argumentó en particular que el metabolismo evolucionó para aprovechar el almuerzo gratis proporcionado por el Sol, que también desencadena la producción de oxígeno vital en las plantas. Sin embargo, estos también se quedan cortos en que el punto de vista es un sistema abierto, la tierra, con entradas "gratuitas" del sol. Cuando se ve desde el contexto del sistema más grande, el Sol / Tierra o el Sistema Solar, hay un intercambio neto de energía, y todavía "no hay almuerzo gratis".